# Parco nazionale dei Monti Wicklow
Il Parco nazionale dei Monti Wicklow (in gaelico irlandese Páirc Náisiúnta Sléibhte Chill Mhantáin, in inglese Wicklow Mountains National Park) è un'area protetta dell'Irlanda centro-orientale situata poco a sud di Dublino. Il suo nome deriva dai Monti Wicklow, una catena montuosa in buona parte compresa nel parco.

## Storia

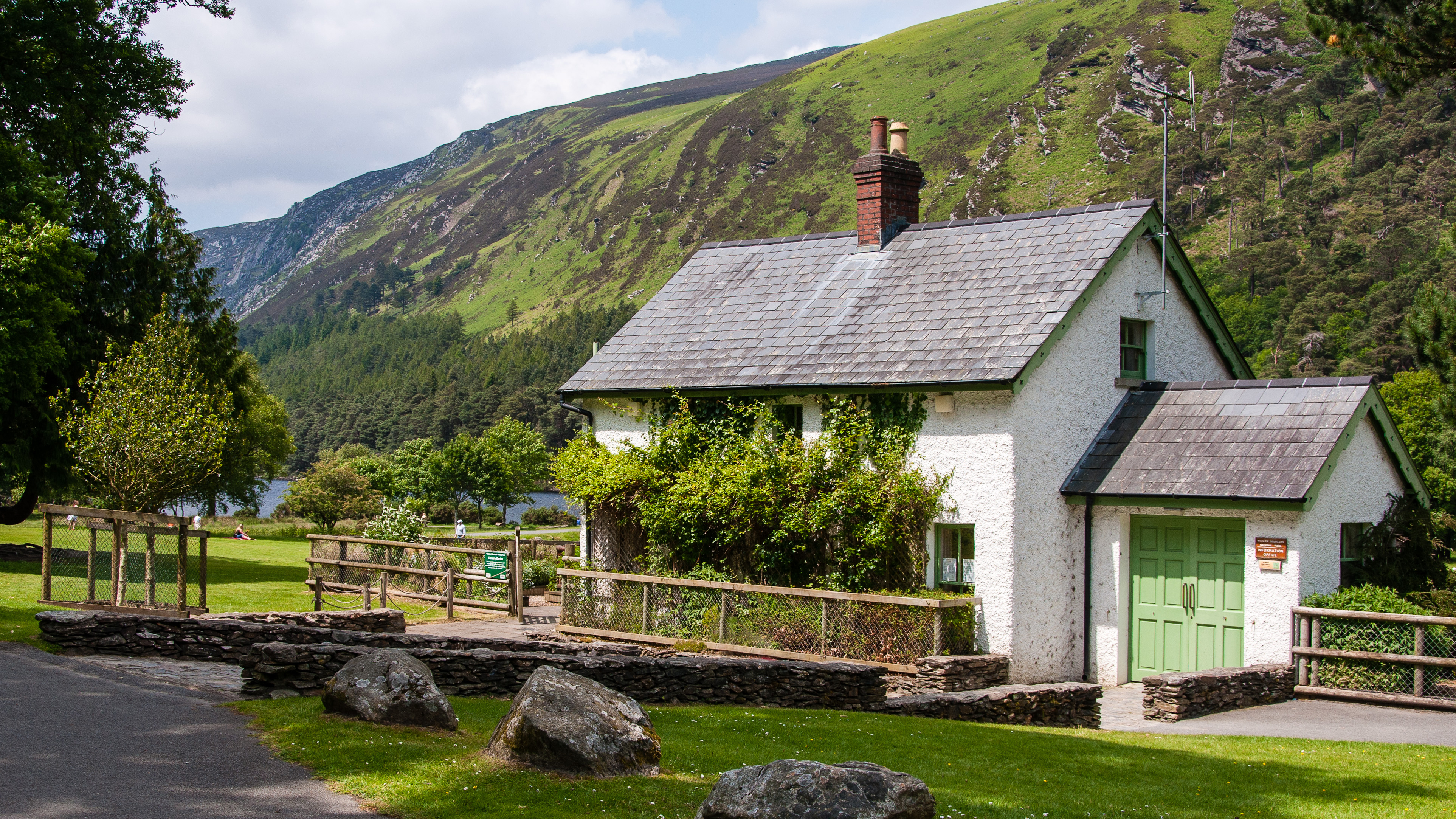
Centro visite

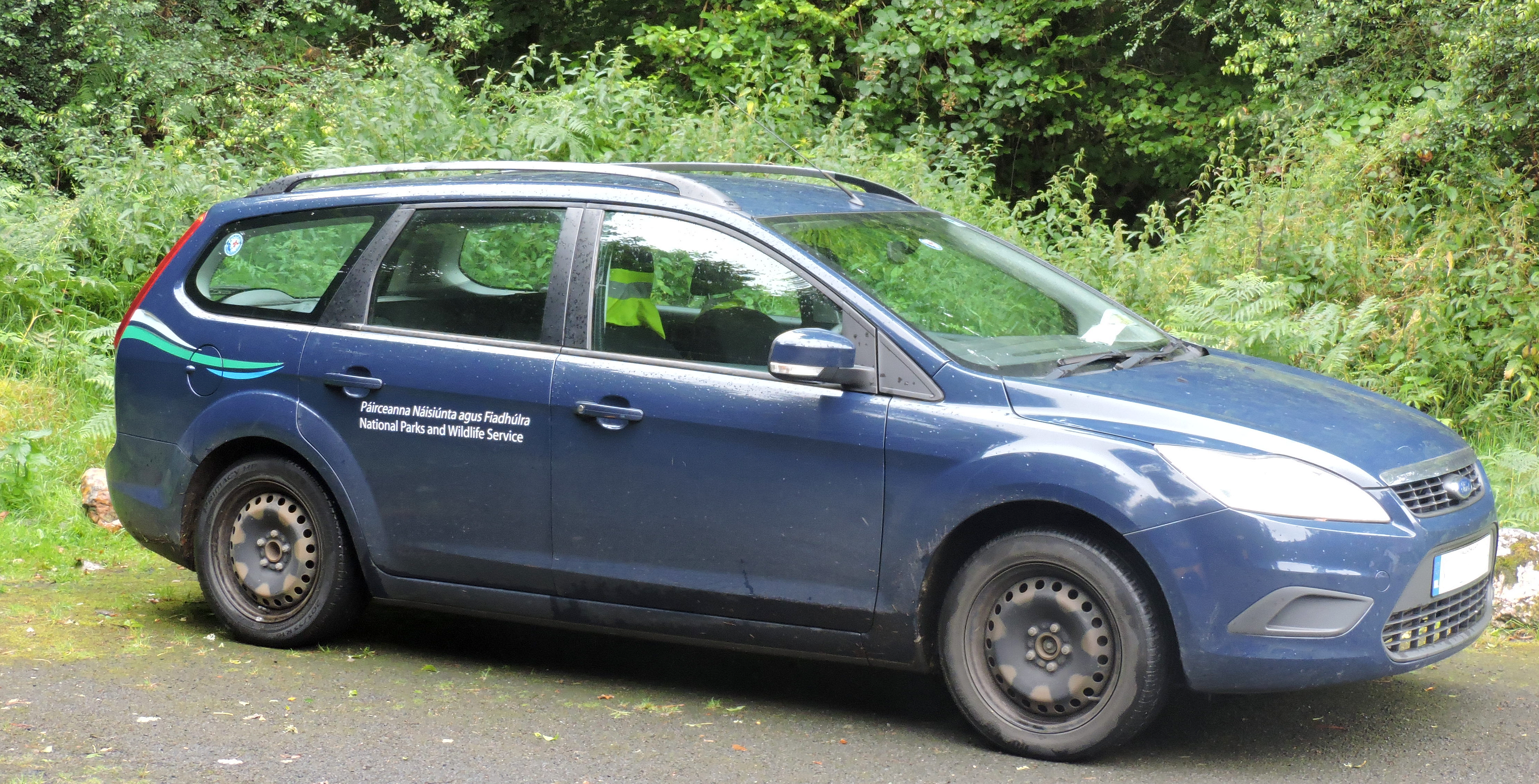
Un'auto dei guardiaparco

Dopo vari anni durante i quali era stata ventilata l'istituzione del parco questa fu ufficialmente annunciata a Glendalough nel 1988 dal Taoiseach Charles Haughey. Un centro di interpretazione per i visitatori del parco venne finanziato nel 1990 e il parco fu ufficialmente aperto al pubblico nel 1991. L'area protetta è gestita dal Servizio per la tutela dell'ambiente e dei Parchi nazionali del Dipartimento per il patrimonio ambientale. Le sue competenze nel territorio del parco riguardano la tutela dell'ambiente, la promozione della ricerca scientifica e di iniziative educative, la sicurezza del pubblico e la messa in atto di azioni che facilitino le buone relazioni tra il parco e le comunità locali. Nel maggio 2009 venne annunciato un ampliamento del territorio del parco di 28,33 km². Nel 2016 lo Stato acquistò altri 19,8296 km² fino ad allora di proprietà privata. Questa nuova porzione del parco va dal Kippure fino alla Glenasmole Valley e al bacino artificiale di Bohernabreena.

## Ambiente

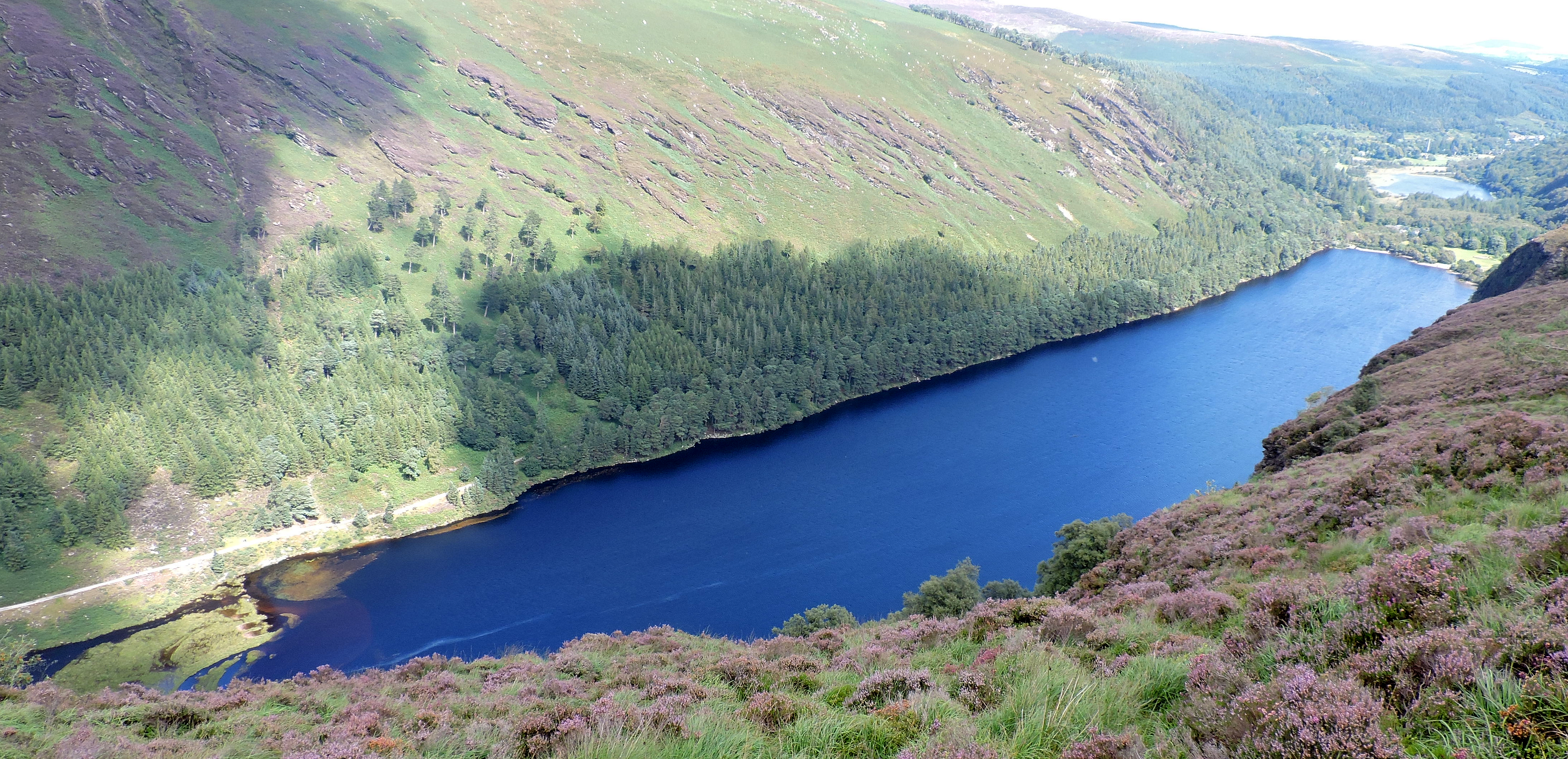
Glendalough Upper Lake

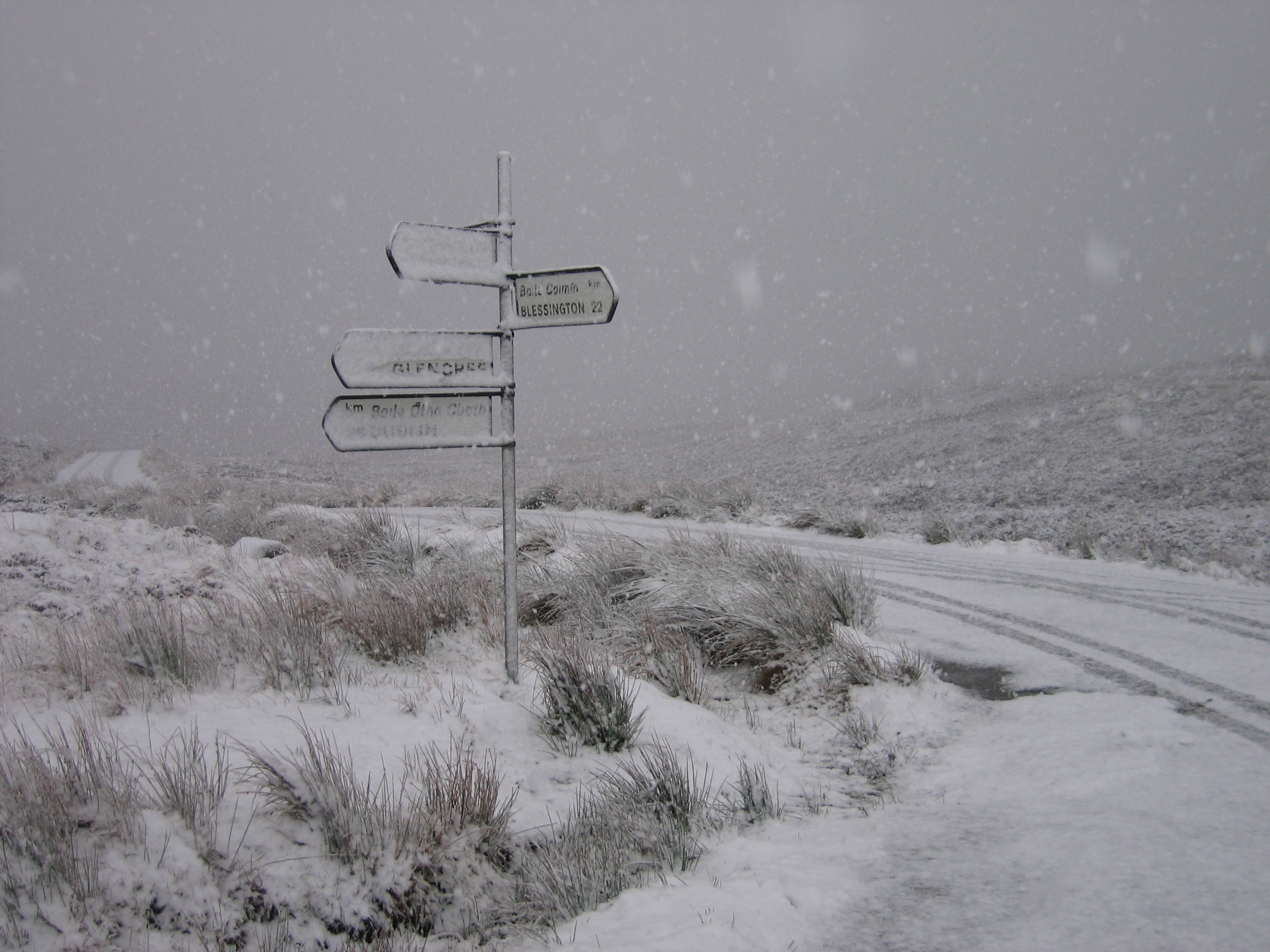
Il Sally Gap d'inverno

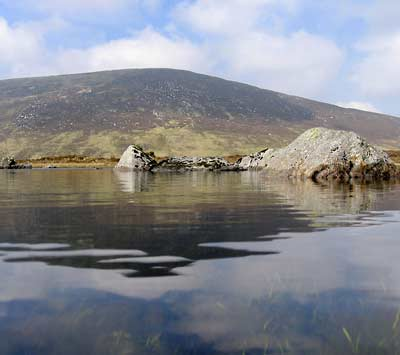
Cloghernagh (800 m)

Nel parco è presente una grande varietà di habitat: vi si possono trovare torbiere, laghi, boschi di piante decidue e di conifere, altopiani erbosi, cespuglieti ad erica, aree di roccia nuda e ghiaioni.

## Flora
Tra le numerose specie vegetali a portamento erbaceo presenti si possono ricordare Hyacinthoides non-scripta, Oxalis acetosella, Anemone nemorosa e Luzula sylvatica, felci delle famiglie Dennstaedtiaceae e Polypodiaceae, nonché varie specie di muschi. Tra le piante arboree sono particolarmente abbondanti l'agrifoglio, il nocciolo e il sorbo degli uccellatori.

## Fauna
Tra le specie protette che vivono nel parco ci sono dieci specie di pipistrelli, rare lontra e nove diverse specie di uccelli minacciate o considerate di importanza naturalistica internazionale, tra le quali l'albanella reale, il falco pellegrino e il cigno selvatico.

## Attività
Tra le varie attività ricreative che possono essere svolte nell'area protetta si possono citare l'escursionismo, l'arrampicata sportiva, il nuoto, il canottaggio, le immersioni e la pesca (soggetta però ad alcune limitazioni); il parco offre inoltre ottime opportunità ai fotografi e ai turisti in generale. I visitatori che utilizzano mezzi a motore possono utilizzare la strada R756 che attraversa il Wicklow Gap. Un'altra strada panoramica segue lo storico tracciato della vecchia Military Road , oggi rinominata R115, che dalle colline a sud di Dublino passa per l'area centrale dei Monti Wiklow e raggiunge il villaggio di Laragh.
Il principale sentiero che attraversa la zona è invece la Wicklow Way, un itinerario di trekking che partendo da un parco nei sobborghi meridionali di Dublino si spinge fino a Clonegal (Contea di Carlow).

## Galleria d'immagini

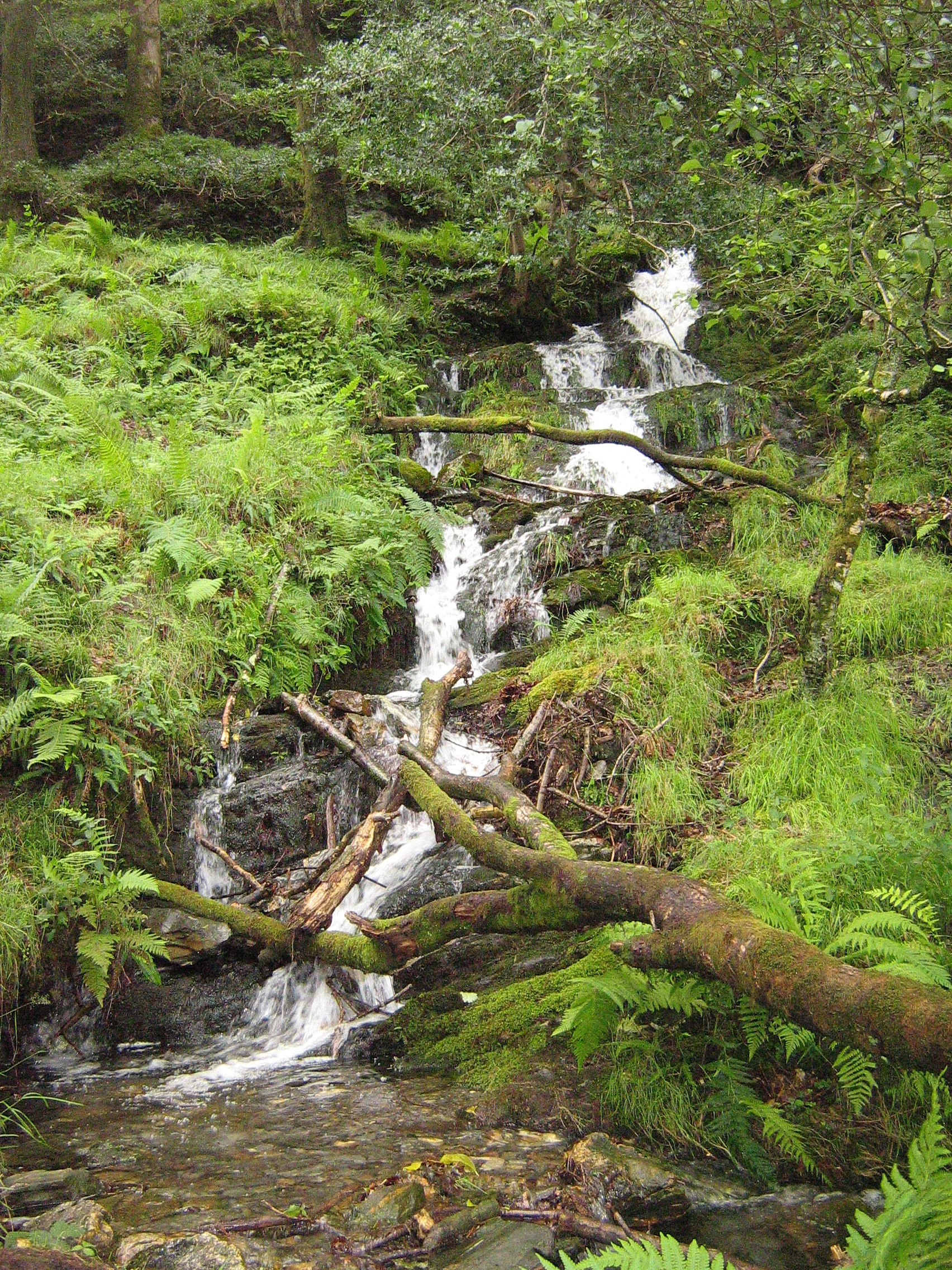
Cascate all'interno del parco
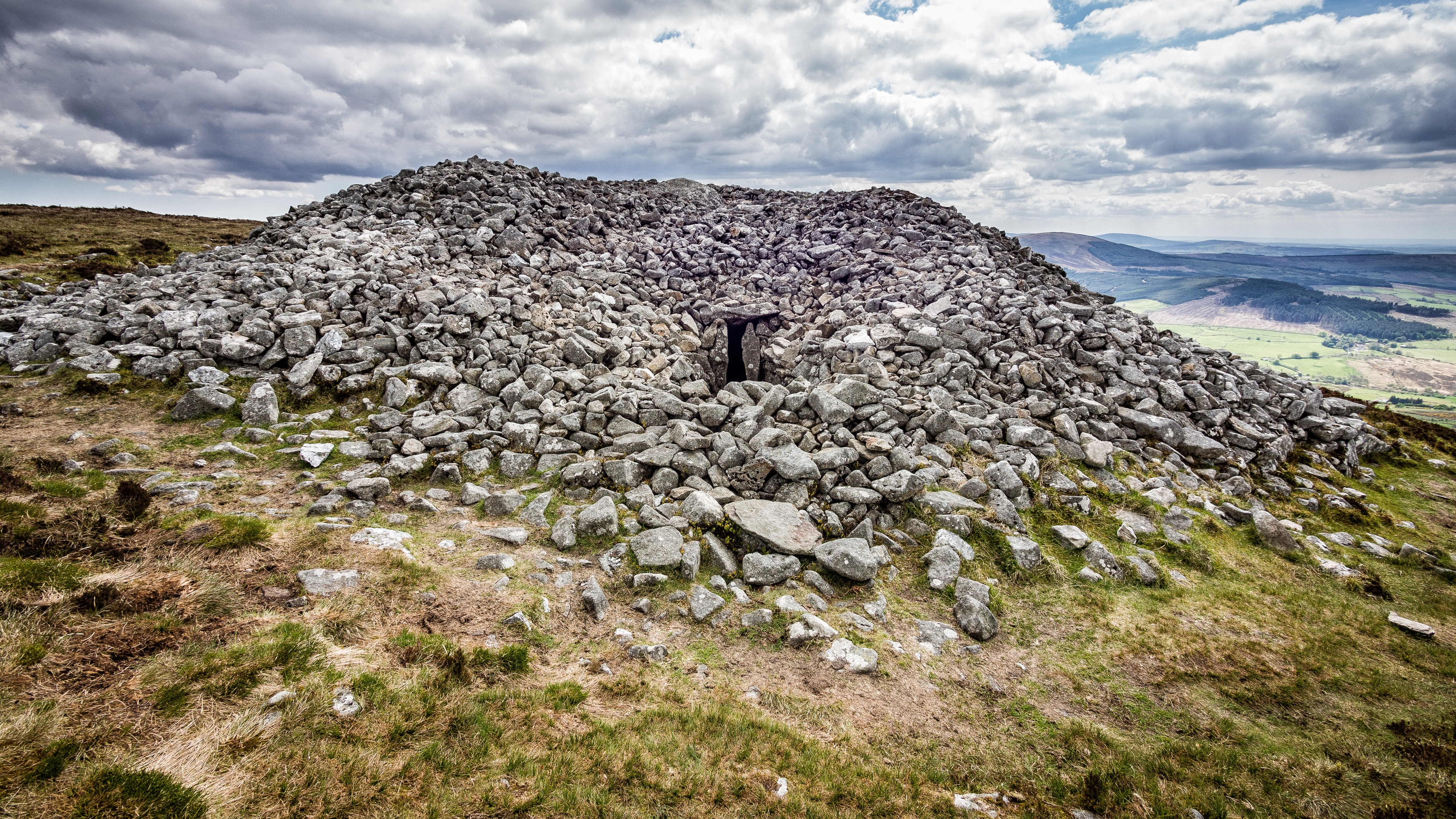
Tomba a corridoio di Seefin
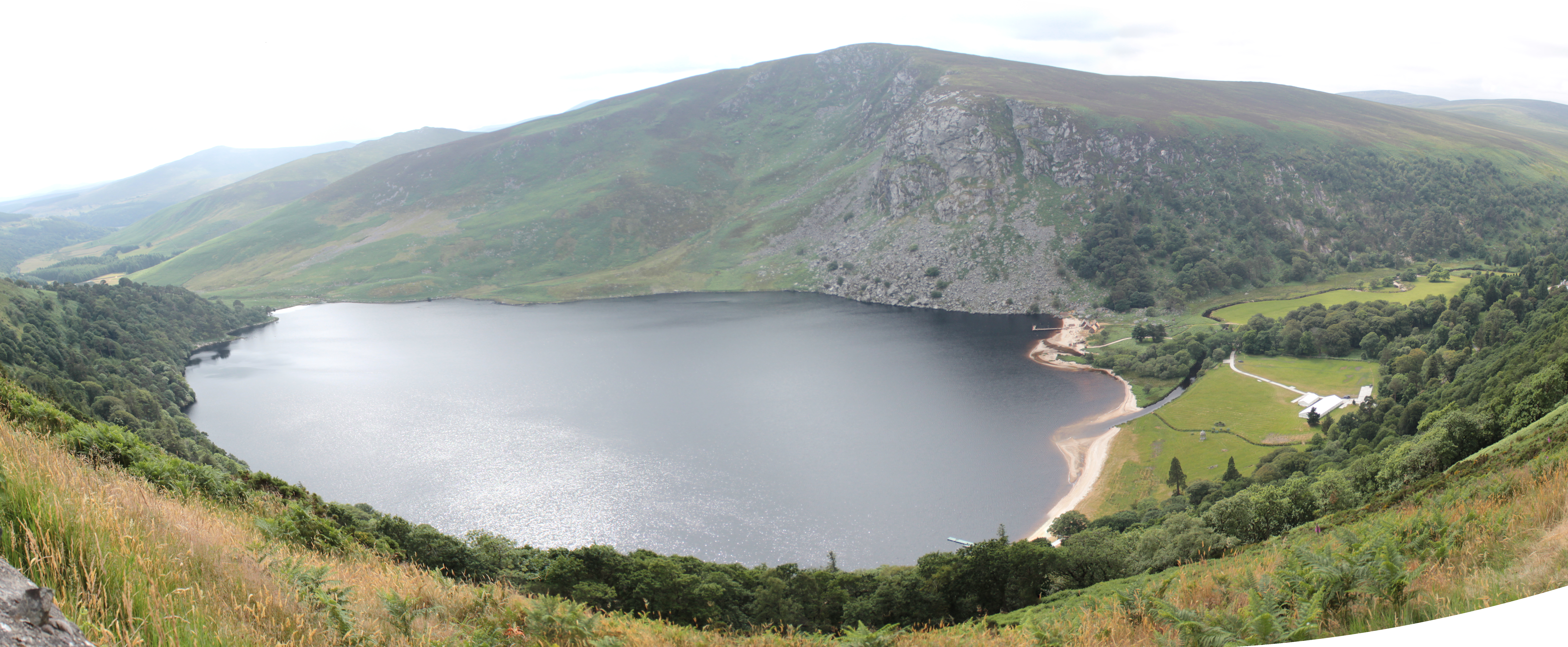
Lough Tay
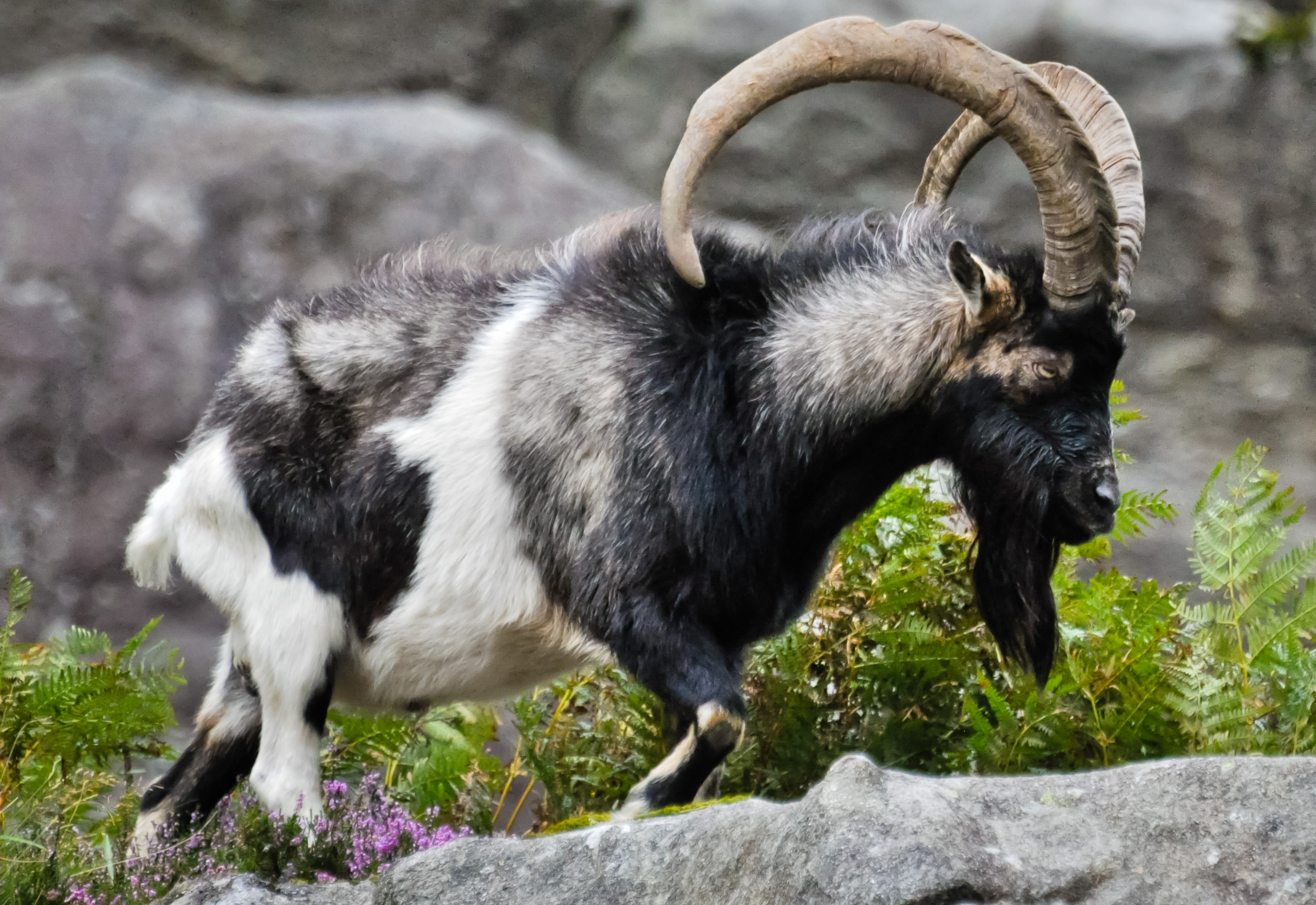
Una capra selvatica nella valle di Glendalough